# Alexeï Rybnikov
Pour les articles homonymes, voir Rybnikov.
Alexeï Lvovitch Rybnikov (en russe : Алексе́й Льво́вич Ры́бников), né le 17 juillet 1945 à Moscou, est un compositeur russe. Il a été formé par Aram Khatchatourian au Conservatoire Tchaïkovski de Moscou (1962-1967). Il a été nommé Artiste du peuple de la fédération de Russie en 1999 et a reçu le prix d'État de la fédération de Russie en 2002.
Il est l'auteur de nombreuses musiques de films soviétiques et russes (une soixantaine), de musiques de téléfilms (une trentaine), de musiques de dessins animés (une vingtaine)  et de deux opéras-rock (L'Étoile et la mort de Joaquin Murietta, en 1976; et Junon et Avos, en 1981) ainsi que d'œuvres modernes de musique classique et de ballets. Il a vendu près de dix millions de disques depuis 1989.

## Musique de films
- 1971 : L'Île au trésor (Ostrov sokrovishch) d'Eugene Fridman
- 1975 : Les Aventures de Bouratino (Приключения Буратино) téléfilm de Léonide Netchaev
- 1979 : Ce même Münchausen (Тот самый Мюнхгаузен, Tot samyi Munchausen) téléfilm de Mark Zakharov
- 1981 : Vous n’en avez jamais rêvé... de Ilia Frez
- 1981 : À travers les ronces vers les étoiles de Richard Viktorov
- 1982 : Mère Marie (Мать Мария, Mat Maria)  de Sergueï Kolossov

## Récompenses
- Artiste du peuple de la fédération de Russie (1999)
- Prix d'État de la fédération de Russie (2002)
- Nika award (2003)
- Aigle d'or (2003)
- Ordre de l'Amitié (2006)
- Ordre de l'Honneur (2010)
- Ordre du Mérite pour la Patrie de 4e classe (2016)
- L'astéroïde (583972) Rybnikov est nommé en son honneur (2025)[2].